# Can Maltas
Can Maltas és una obra del municipi de Vilanova del Vallès (Vallès Oriental) inclosa en l'Inventari del Patrimoni Arquitectònic de Catalunya.

## Descripció
Es tracta d'un edifici aïllat de tipologia ciutat jardí. Té planta quadrangular. Està compost de planta baixa, pis i golfes. La coberta és a quatre vessants. Totes les obertures del pis noble coronades per un arc pla i el centre apuntat com si es tractés d'un arc lobulat. En aquest pis hi ha una gran terrassa amb balustrada de terracota amb motius circulars. El pis superior s'hi obren finestres d'arc apuntat. A la planta baixa té un petit cos adossat.

## Història
Can Maltas era un antic mas i a principis del s. XX es va construir l'edifici seguint la tipologia d'edifici ciutat jardí dins d'una estètica propera al Noucentisme.